# Carta apostólica
Sob a denominação de carta apostólica pode-se compreender duas espécies de documentos emitido pelo papa: Epistola Apostolica e Litterae Apostolicae. A primeira trata de matéria doutrinária, de carácter menos solene que a encíclica. O documento é dirigido aos bispos e, por meio deles, a todos os fiéis.
Exemplo: Mulieris Dignitatem (papa João Paulo II, 15 de agosto 1988) sobre a dignidade e vocação da mulher. Esse tipo de documento pode conter algo de doutrinariamente definitivo, como a Ordinatio Sacerdotalis (papa João Paulo II, 22 de maio de 1994) sobre a ordenação sacerdotal reservada somente a varões.
A segunda espécie (Litterae Apostolicae) é usada para vários outros assuntos: constituição de santos padroeiros, promoção de novos beatos, normas disciplinares, etc.